# نیروی دریایی اسلوونی
نیروی دریایی اسلوونی (به انگلیسی: Slovenian Navy) به صورت رسمی بخش دریایی ۴۳۰ام (به انگلیسی: 430th Naval Division) بخشی از نیروهای مسلح اسلوونی می‌باشد.

نیروی دریایی اسلوونی پس از استقلال در سال ۱۹۹۱ ایجاد شد زیرا نیروهای دفاعی سرزمینی اسلوونی مجهز به تجهیزات دریایی نبودند، هیچ اقدام قابل توجهی در جنگ ده‌روزه در دریا رخ نداد. 